# Shorea stipularis
Shorea stipularis är en tvåhjärtbladig växtart som beskrevs av Thw.. Shorea stipularis ingår i släktet Shorea och familjen Dipterocarpaceae. Inga underarter finns listade i Catalogue of Life.